# Miss Americana
Miss Americana (znany także jako Taylor Swift: Miss Americana) – amerykański film dokumentalny z 2020 roku w reżyserii Lany Wilson skupiający się na życiu i karierze muzycznej piosenkarki i autorki tekstów, Taylor Swift.
23 stycznia 2020 roku owa ekranizacja zadebiutowała podczas Sundance Film Festival, natomiast 31 stycznia została wydana poprzez serwis Netflix oraz ujrzała światło dzienne w wybranych kinach na terenie Stanów Zjednoczonych, a także w Londynie. Tuż po premierze, Miss Americana stał się najwyżej ocenianym filmem biograficznym produkcji platformy i autorstwa artysty muzycznego w historii portalu IMDb.

## Fabuła
Film przedstawia najważniejsze wydarzenia obecne w karierze i życiorysie Swift, w tym proces powstawania jej szóstego i siódmego albumu studyjnego, Reputation (2017) i Lover (2019), tamtejsze borykanie się z zaburzeniami odżywienia, jej proces o napastowanie seksualne, diagnozę raka u jej matki oraz decyzji piosenkarki o szczerych wypowiedziach politycznych.

## Obsada
- Taylor Swift
- Andrea Swift, matka
- Scott Swift, ojciec
- Abigail Anderson Lucier, znajoma
- Tree Paine, publicysta
- Robert G. Allen, menadżer
- Joe Alwyn, aktor
- Jack Antonoff, producent muzyczny
- Joel Little, producent muzyczny
- Max Martin, producent muzyczny
- Dave Meyers, reżyser
- Brendon Urie, piosenkarz
- Todrick Hall, muzyk
- Paul Sidoti, gitarzysta
- Kamilah Marshall, piosenkarka
- Melanie Nyema, piosenkarka

Innymi osobami pojawiającymi się w materiałach archiwalnych są producent muzyczny Calvin Harris, piosenkarze Beyoncé, Harry Styles, Shakira i Lenny Kravitz, zespoły muzyczne Dixie Chicks i Earth, Wind & Fire, modelki Karlie Kloss i Kim Kardashian, raper Kanye West, senator amerykański Marsha Blackburn, prezydent Stanów Zjednoczonych Donald Trump, aktorzy Taylor Lautner i Tom Hiddleston, drag queens Jade Jolie i Riley Knoxxx, osobowości telewizyjne Barbara Walters, Dan Harris, David Letterman, Erin Robinson, Graham Norton, Hoda Kotb, Jedediah Bila, Jenny Johnson, Jimmy Fallon, JuJu Chang, Nancy O’Dell, Nikki Glaser, Phil McGraw, Sara Haines, Stephen Colbert, Sunny Hostin, Whoopi Goldberg oraz obsada serialu Queer Eye (Antoni Porowski, Bobby Berk, Karamo Brown, Jonathan Van Ness i Tan France).

## Muzyka
Do dokumentu włączono utwór "Only the Young", grany podczas napisów końcowych. Swift napisała do niego tekst tuż po wyborach w Stanach Zjednoczonych w 2018 roku, chociaż że nie znalazł się on ostatecznie na Lover.